# 古空骨龙
古空骨龙（意为“古代空腔蜥蜴”）是一种兽脚类恐龙，由约瑟夫·莱迪1865年根据新泽西州纳维辛克组中发现的两根胫骨命名。
这个物种后来在1979年被唐纳德·贝尔德和约翰·霍纳重新归类为似鸟龙属的一个物种，古老似鸟龙。然而，其他人没有支持这一观点，并指出新泽西州标本没有理由仅简单地归类于北美西部的某属已知恐龙。2004年，大卫·威显穆沛认为该物种在似鸟龙类中的分类地位不能确定，因此是一个疑名。
1979年，贝尔德和霍纳发现“Coelosaurus”这个名字已被另一个可疑的分类单元（基于一个单独的椎骨）所占据，此分类单元在1854年被理查德·欧文命名。
从马里兰州的塞文组和阿拉巴马州和佐治亚州的摩尔维尔白垩层和布拉夫组中已知的似鸟龙类骨骼碎片也被归入这一物种。